# Långtjärnen (Ramsjö socken, Hälsingland)
Långtjärnen är en sjö i Ljusdals kommun i Hälsingland och ingår i Delångersåns huvudavrinningsområde. Sjön är 5,3 meter djup, har en yta på 0,08 kvadratkilometer och befinner sig 330 meter över havet.